# Westler (Russland)
Der Begriff Westler (russisch западник, zapadnik) ist eine Umschreibung für eine politisch-publizistische Richtung im Russland des 19. Jahrhunderts, die in den 1840er Jahren aufgrund der Auseinandersetzung mit den Slawophilen entstand. Vergleichbar mit den Urbanen in Ungarn, traten die Vertreter der Westler für einen engen Anschluss Russlands an die westeuropäische Kultur ein. Dazu zählten die Übernahme westeuropäischer Philosophie (z. B. Hegel), Technologie (z. B. Industrialisierung) und Regierungsformen (Liberalismus und Abkehr von Leibeigenschaft und Autokratie).
In den Zeitschriften Otetschestwennyje sapiski und Sowremennik traten einige von ihnen als Literaturkritiker auf.
Einige Vertreter der Westler waren Nikolai Ogarjow, Timofei Granowski, Wassili Botkin, Pawel Annenkow, Iwan Turgenew,  Iwan Panajew, Pjotr Tschaadajew, Wissarion Belinski und Alexander Herzen.

## Quelle
- Karl-Heinz Kasper: Westler. In: Herbert Greiner-Mai (Hg.): Kleines Wörterbuch der Weltliteratur. VEB Bibliographisches Institut Leipzig 1983. S. 301.